# Jacques Hadamard
Jacques Solomon Hadamard (Versailles, 8 dicembre 1865 – Parigi, 17 ottobre 1963) è stato un matematico francese, conosciuto principalmente per la sua dimostrazione del teorema dei numeri primi.

## Biografia
Studiò all'École Normale Supérieure. Dopo l'affair Dreyfus, che lo vide coinvolto personalmente, diventò un attivista politico e si trasformò in uno strenuo sostenitore delle cause ebraiche.
Introdusse l'idea del problema ben posto nella teoria delle equazioni alle derivate parziali. Inoltre diede il suo nome alla diseguaglianza dei volumi, detta di disuguaglianza di Hadamard, e alla matrice di Hadamard, su cui è basata la trasformata di Hadamard, usata anche in calcoli relativi alla impostazione matriciale della meccanica quantistica.
Nel suo libro La psicologia dell'invenzione in campo matematico, Hadamard usò l'introspezione per descrivere il pensiero dei processi matematici. In forte contrapposizione con gli autori che si identificavano con la lingua e la cognizione, egli descrisse il pensiero matematico in gran parte come attività che non si serve di parole ma che è accompagnato spesso da immagini mentali che si condensano nell'idea generale di una dimostrazione. Attorno al 1900 intervistò 100 dei maggiori fisici dell'epoca chiedendo loro come avessero svolto il loro lavoro. Molte delle risposte confermarono la sua teoria; alcuni raccontarono di vedere i concetti matematici come colori. Albert Einstein riportò di sentire sensazioni nei propri avambracci.
Uno dei suoi allievi fu André Weil.
Morì novantasettenne a Parigi.

## Onorificenze
- Nel 1951 ha ricevuto il Premio Feltrinelli dell'Accademia Nazionale dei Lincei[1].
- Gli è stato intitolato l'asteroide 10382 Hadamard.[2]